# Canberra Women's Classic 2003
Il Canberra Women's Classic 2003 è stato un torneo di tennis giocato sul cemento. È stata la 3ª edizione del torneo di Canberra, che fa parte della categoria Tier V nell'ambito del WTA Tour 2003. Si è giocato al National Sports Club di Canberra in Australia, dal 6 al 12 gennaio 2003.

## Campionesse

### Singolare
Meghann Shaughnessy ha battuto in finale  Francesca Schiavone con il punteggio di 6–1, 6–1

### Doppio
Tathiana Garbin /  Émilie Loit hanno battuto in finale  Dája Bedáňová /  Dinara Safina con il punteggio di 6–3, 3–6, 6–4